# Guillermo Cereceda
Guillermo Cereceda   (Toledo, 10 de febrer de 1844 - Madrid, 29 d'octubre de 1919) fou director d'orquestra i empresari de teatres de sarsuela, gènere pel qual formà diverses i notables companyies.
També escriví nombroses obres, entre elles: La africanita, Pepe-Hillo, El tutor modelo, Pascual Bailón, La estudiantina, aquesta última en col·laboració amb Mariano Taberner y Velasco, i Los hijos de Madrid, La voz pública, Dos cazadores, La liga de las mujeres, La espada de honor, El maestro de obras, algunes d'elles assoliren força èxit.